# Portugal no Campeonato Europeu de Futebol de 2016
A Edição de 2016 do Campeonato Europeu de Futebol marcou a sétima participação e sexta consecutiva da Seleção Portuguesa de Futebol na competição. Portugal sagrou-se campeão pela primeira vez ao derrotar a França na Final.
A Seleção foi orientada por Fernando Santos, que se estreou aos comandos da seleção.

## Qualificação
No caminho para o Campeonato Europeu de Futebol de 2016, Portugal foi colocado no mesmo grupo da Dinamarca, Sérvia, Arménia e Albânia, tendo também agendados dois encontros particulares com a França, país anfitrião e automaticamente qualificado para a fase final.
No dia 7 de setembro de 2014, no Estádio Municipal de Aveiro, a Seleção disputou o seu primeiro encontro da fase de qualificação com a Albânia. Paulo Bento alinhou uma equipa de jogadores mais jovens e alguns nunca convocados, com vista a impelir a renovação da seleção. Cristiano Ronaldo, a recuperar de uma lesão, não foi convocado. Apesar da hipotética superioridade dos portugueses, a equipa albanesa nunca quebrou a nível defensivo e começou a arriscar várias incursões de ataque, que culminaram com um grande golo de Bekim Balaj, tendo o jogo acabado com uma vitória merecida da equipa do sudeste europeu por 1-0. O resultado histórico para os albaneses (foi a primeira vitória da equipa fora de casa em toda a sua história) e desastroso para Portugal foi acompanhado por assobios dos adeptos portugueses e lenços brancos em sinal de despedida para Paulo Bento, cuja capacidade como selecionador já fora posta em causa com o desaire no Mundial 2014. O selecionador e a equipa aceitaram responsabilidades, mas relativizaram o resultado, apesar da pressão por parte de adeptos e analistas para se escolher imediatamente um novo treinador para a equipa nacional. Quatro dias depois do jogo, a Federação Portuguesa de Futebol cedeu e emitiu um comunicado a comunicar a rescisão com Paulo Bento.
Para o substituir, a federação oficializou a 23 de setembro a contratação de Fernando Santos, que acabara de sair do comando da seleção da Grécia após chegar aos oitavos de final do Mundial 2014. A sua primeira convocatória para o duplo embate contra França e Dinamarca foi marcada pela inclusão de novos jogadores, como Cédric Soares e Ivo Pinto e o regresso de alguns que tinham ficado de fora por opção própria durante a era de Paulo Bento, como Tiago e Ricardo Carvalho. O treinador fora expulso do campo aquando do seu último jogo ao comando da equipa da Grécia, o que levou a que lhe fosse aplicada uma pena de 8 jogos de suspensão, que seria aplicável aos jogos oficiais realizados já ao comando da equipa das quinas. No entanto, antes do jogo na Dinamarca, o técnico viu suspensa esta decisão.
Por ser um jogo amigável, o selecionador ainda pôde assistir no banco à derrota da Seleção por 2-1 contra a França, no Stade de France, em Paris. Karim Benzema e Paul Pogba marcaram os tentos dos franceses, com Ricardo Quaresma a reduzir após uma grande penalidade. Apesar do resultado, as grandes alterações no plantel e a exibição da equipa na segunda parte deixaram boas indicações para os jogos seguintes. A partida contra a Dinamarca foi, como se esperava, difícil, e ambas as equipas tiveram oportunidades de marcar, sem sucesso. Aos 94' e na última jogada de ataque de Portugal, Ricardo Quaresma cruzou para a área, com Cristiano Ronaldo a rematar de cabeça para o fundo das redes, fixando o resultado em 1-0 para os lusos. Um ano depois do memorável jogo contra a Suécia, o capitão da equipa portuguesa revelava-se de novo decisivo para os destinos da seleção. No embate com a Arménia, realizado no Estádio do Algarve, Cristiano Ronaldo marcou de novo o único golo da partida, não só assegurando de novo a vitória, mas também batendo ao mesmo tempo o recorde de Jon Dahl Tomasson, tornando-se assim o melhor marcador de sempre em campeonatos da Europa. Quatro dias depois, num jogo amigável disputado em Manchester, a equipa portuguesa venceu a Argentina pela primeira vez em 42 anos, com um golo de Raphaël Guerreiro marcado já nos descontos finais, fixando o resultado em 1-0.
Em março de 2015 foi deliberado pela FIFA que o castigo de Fernando Santos, entretanto adiado, se fixaria em dois jogos, o que impediu o selecionador de estar presente no banco no jogo contra a Sérvia no Estádio da Luz, que Portugal venceu 2-1, e na deslocação à Arménia, que se saldou em mais uma vitória portuguesa, desta feita por 3-2, fruto de um hat-trick de Cristiano Ronaldo. Três dias depois e sem o seu capitão, a equipa portuguesa venceu a Itália pela primeira vez em 39 anos, num jogo particular realizado na Suíça. O jogo acabou a 1-0, com o golo da vitória a ser marcado por Éder.
A 4 de setembro Portugal defrontou de novo a França em jogo amigável realizado no Estádio José de Alvalade. A seleção nacional não conseguiu quebrar o "enguiço" e voltou a perder com os gauleses por 1-0, graças a um golo de Valbuena. Três dias depois, no jogo contra a Albânia, a seleção venceu por 1-0, graças a um golo marcado aos 92 minutos por Miguel Veloso e ficando a apenas um empate do apuramento. No jogo com a Dinamarca, disputado em Braga a 8 de outubro, a Seleção confirmou finalmente a sua presença na fase final do Europeu, de novo com uma vitória por um golo, marcado por João Moutinho. Esta vitória constituiu um novo recorde de seis vitórias consecutivas para a equipa portuguesa. Três dias depois, em Belgrado, Portugal fechou a qualificação com mais uma vitória por 2-1 contra a Sérvia. Nani e de novo João Moutinho foram os autores dos golos dos portugueses, que terminaram em primeiro lugar do grupo e confirmaram assim o estatuto de cabeça de série no sorteio da fase final.
Com o apuramento decidido, a equipa portuguesa disputou dois encontros amigáveis, o primeiro contra a Rússia, que acabou com uma derrota por 1-0, e outro contra o Luxemburgo, que Portugal venceu por 2-0. Fernando Santos aproveitou estes dois encontros para testar alguns jovens jogadores na equipa como Rúben Neves, Lucas João e Ricardo Pereira, que foram assim chamados pela primeira vez à Seleção Principal mas que acabariam por não fazer parte do lote final de convocados.
No dia 12 de dezembro de 2015 foi realizado o sorteio para definir os grupos da fase final da competição. Portugal foi colocado no grupo F, juntamente com a Islândia, a Áustria e a Hungria. Nos dias 25 e 29 de março de 2016, em dois encontros de preparação em Leiria, Portugal defrontou a Bulgária (derrota por 0-1) e a Bélgica (vitória por 2-1). No dia 17 de maio, Fernando Santos anunciou os 23 jogadores que formariam o contingente português no Euro 2016. A 29 de maio, ainda sem Pepe, Cristiano Ronaldo e Nani, a seleção realizou o primeiro de três encontros particulares, onde venceu a Noruega por 3-0 com golos de Ricardo Quaresma, Raphaël Guerreiro e Éder. 4 dias depois, a equipa perdeu com a Inglaterra no Estádio de Wembley graças a um golo solitário de Chris Smalling aos 83 minutos. A despedida dos adeptos antes da partida para a França saldou-se numa vitória contra a Estónia no Estádio da Luz por uns impressionantes 7-0, com Ricardo Quaresma em grande destaque, com dois golos e 3 assistências. Os restantes golos foram marcados por Cristiano Ronaldo (que bisou), Éder, Danilo e Karol Mets, de auto-golo.

### Lista de jogos das eliminatórias
7 de Setembro, 2014,  Portugal -  Albânia 0 - 1
14 de Outubro, 2014,  Dinamarca -  Portugal 0 - 1
14 de Novembro, 2014,  Portugal -  Armênia 1 - 0
29 de Março, 2015,  Portugal -  Sérvia 2 - 1
13 de Junho, 2015,   Armênia -  Portugal 2 - 3
7 de Setembro, 2015,  Albânia -  Portugal 0 - 1
8 de Outubro, 2015,  Portugal -  Dinamarca 1 - 0
11 de Outubro, 2015,  Sérvia -  Portugal 1 - 2

## Fase de grupos
Inserido no Grupo F do Campeonato Europeu, Portugal tinha (teoricamente) uma das tarefas mais fáceis em fases de grupo. Islândia, Áustria e Hungria foram os adversários que calharam às hostes portuguesas mas  a equipa das quinas acabou com três empates e muito perto de regressar a Portugal muito antes do que pretendia, apurando-se com o menor número de pontos de sempre num campeonato da europa.

### Grupo F
| Pos | Equipe   | Pts | J | V | E | D | GP | GC | SG | Classificado          |
| --- | -------- | --- | - | - | - | - | -- | -- | -- | --------------------- |
| 1   | Hungria  | 5   | 3 | 1 | 2 | 0 | 6  | 4  | +2 | Equipes classificadas |
| 2   | Islândia | 5   | 3 | 1 | 2 | 0 | 4  | 3  | +1 | Equipes classificadas |
| 3   | Portugal | 3   | 3 | 0 | 3 | 0 | 4  | 4  | 0  | 3º colocado           |
| 4   | Áustria  | 1   | 3 | 0 | 1 | 2 | 1  | 4  | −3 | Eliminado             |

1. 1 2  Empatado no confronto direto (Islândia 1–1 Hungria). O saldo geral de gols foi usado como critério de desempate.

#### Portugal vs Islândia
| 14 de junho | Portugal | 1 – 1     | Islândia         | Stade Geoffroy-Guichard, Saint-Étienne    |
| 21:00       | Nani 31' | Relatório | B. Bjarnason 50' | Público: 38 742 Árbitro: TUR Cüneyt Çakır |

| Cores do Time · Cores do Time · Cores do Time · Cores do Time · Cores do Time | Portugal | Islândia | Cores do Time · Cores do Time · Cores do Time · Cores do Time · Cores do Time |

| PORTUGAL:       |    |                   |  |     |
|                 |    |                   |  |     |
| G               | 1  | Rui Patrício      |  |     |
| LD              | 11 | Vieirinha         |  |     |
| Z               | 6  | Ricardo Carvalho  |  |     |
| Z               | 3  | Pepe              |  |     |
| LE              | 5  | Raphaël Guerreiro |  |     |
| M               | 10 | João Mário        |  | 76' |
| M               | 13 | Danilo Pereira    |  |     |
| M               | 15 | André Gomes       |  | 84' |
| M               | 8  | João Moutinho     |  | 71' |
| A               | 17 | Nani              |  |     |
| A               | 7  | Cristiano Ronaldo |  |     |
| Substituições:  |    |                   |  |     |
| M               | 16 | Renato Sanches    |  | 71' |
| A               | 20 | Ricardo Quaresma  |  | 76' |
| A               | 9  | Éder              |  | 84' |
| Treinador:      |    |                   |  |     |
| Fernando Santos |    |                   |  |     |

| ISLÂNDIA:                            |    |                         |       |     |
|                                      |    |                         |       |     |
| G                                    | 1  | Hannes Þór Halldórsson  |       |     |
| LD                                   | 2  | Birkir Már Sævarsson    |       |     |
| Z                                    | 6  | Ragnar Sigurðsson       |       |     |
| Z                                    | 14 | Kári Árnason            |       |     |
| LE                                   | 23 | Ari Freyr Skúlason      |       |     |
| M                                    | 7  | Jóhann Berg Guðmundsson |       | 90' |
| M                                    | 17 | Aron Gunnarsson         |       |     |
| M                                    | 10 | Gylfi Sigurðsson        |       |     |
| M                                    | 8  | Birkir Bjarnason        | 55'   |     |
| A                                    | 9  | Kolbeinn Sigþórsson     |       | 81' |
| A                                    | 15 | Jón Daði Böðvarsson     |       |     |
| Substituições:                       |    |                         |       |     |
| A                                    | 11 | Alfreð Finnbogason      | 90+4' | 81' |
| M                                    | 18 | Theódór Elmar Bjarnason |       | 90' |
| Treinador:                           |    |                         |       |     |
| Heimir Hallgrímsson & Lars Lagerbäck |    |                         |       |     |

Homem do Jogo:

 Nani

#### Portugal vs Áustria
| 18 de junho | Portugal | 0 – 0     | Áustria | Parc des Princes, Paris                     |
| 21:00       |          | Relatório |         | Público: 44 291 Árbitro: ITA Nicola Rizzoli |

| Cores do Time · Cores do Time · Cores do Time · Cores do Time · Cores do Time | Portugal | Áustria | Cores do Time · Cores do Time · Cores do Time · Cores do Time · Cores do Time |

| G               | 1  | Rui Patrício      |     |     |
| LD              | 11 | Vieirinha         |     |     |
| Z               | 3  | Pepe              | 40' |     |
| Z               | 6  | Ricardo Carvalho  |     |     |
| LE              | 5  | Raphaël Guerreiro |     |     |
| M               | 20 | Ricardo Quaresma  | 31' | 71' |
| M               | 14 | William Carvalho  |     |     |
| M               | 8  | João Moutinho     |     |     |
| M               | 15 | André Gomes       |     | 83' |
| A               | 17 | Nani              |     | 89' |
| A               | 7  | Cristiano Ronaldo |     |     |
| Substituições:  |    |                   |     |     |
| M               | 10 | João Mário        |     | 71' |
| A               | 9  | Éder              |     | 83' |
| M               | 18 | Rafa Silva        |     | 89' |
| Treinador:      |    |                   |     |     |
| Fernando Santos |    |                   |     |     |

| G              | 1  | Robert Almer          |     |     |
| LD             | 17 | Florian Klein         |     |     |
| Z              | 15 | Sebastian Prödl       |     |     |
| Z              | 4  | Martin Hinteregger    | 78' |     |
| LE             | 5  | Christian Fuchs       | 60' |     |
| M              | 6  | Stefan Ilsanker       |     | 87' |
| M              | 14 | Julian Baumgartlinger |     |     |
| M              | 11 | Martin Harnik         | 47' |     |
| M              | 8  | David Alaba           |     | 65' |
| M              | 7  | Marko Arnautović      |     |     |
| A              | 20 | Marcel Sabitzer       |     | 85' |
| Substituições: |    |                       |     |     |
| M              | 18 | Alessandro Schöpf     | 86' | 65' |
| A              | 19 | Lukas Hinterseer      |     | 85' |
| Z              | 16 | Kevin Wimmer          |     | 87' |
| Treinador:     |    |                       |     |     |
| Marcel Koller  |    |                       |     |     |

Homem do jogop:

 João Moutinho 

#### Hungria vs Portugal
| 22 de junho | Hungria                      | 3 – 3     | Portugal                             | Parc Olympique Lyonnais, Lyon                |
| 18:00       | Gera 19' · Dzsudzsák 47' 55' | Relatório | Nani 42' · Cristiano Ronaldo 50' 62' | Público: 55 514 Árbitro: ENG Martin Atkinson |

| Cores do Time · Cores do Time · Cores do Time · Cores do Time · Cores do Time | Hungria | Portugal | Cores do Time · Cores do Time · Cores do Time · Cores do Time · Cores do Time |

| G             | 1  | Gábor Király      |     |     |
| LD            | 2  | Ádám Lang         |     |     |
| Z             | 20 | Richárd Guzmics   | 13' |     |
| Z             | 23 | Roland Juhász     | 28' |     |
| LE            | 3  | Mihály Korhut     |     |     |
| M             | 10 | Zoltán Gera       | 34' | 46' |
| M             | 16 | Ádám Pintér       |     |     |
| M             | 7  | Balázs Dzsudzsák  | 56' |     |
| M             | 6  | Ákos Elek         |     |     |
| M             | 14 | Gergő Lovrencsics |     | 83' |
| A             | 9  | Ádám Szalai       |     | 71' |
| Substituições |    |                   |     |     |
| Z             | 21 | Barnabás Bese     |     | 46' |
| A             | 11 | Krisztián Németh  |     | 71' |
| M             | 18 | Zoltán Stieber    |     | 83' |
| Treinador:    |    |                   |     |     |
| Bernd Storck  |    |                   |     |     |

| G               | 1  | Rui Patrício      |  |     |
| LD              | 11 | Vieirinha         |  |     |
| Z               | 3  | Pepe              |  |     |
| Z               | 6  | Ricardo Carvalho  |  |     |
| LE              | 19 | Eliseu            |  |     |
| M               | 15 | André Gomes       |  | 61' |
| M               | 14 | William Carvalho  |  |     |
| M               | 8  | João Moutinho     |  | 46' |
| M               | 10 | João Mário        |  |     |
| A               | 7  | Cristiano Ronaldo |  |     |
| A               | 17 | Nani              |  | 81' |
| Substituições   |    |                   |  |     |
| M               | 16 | Renato Sanches    |  | 46' |
| M               | 20 | Ricardo Quaresma  |  | 61' |
| M               | 13 | Danilo            |  | 81' |
| Treinador:      |    |                   |  |     |
| Fernando Santos |    |                   |  |     |

Homem do jogo:

 Cristiano Ronaldo 

## Oitavos de final
Depois do 3-0 de 1996, um 0-0 em 2016. Isto no tempo regulamentar. A grande fase de grupos da Croácia fez Portugal recear o adversário, e os croatas mesmo sabendo da forma como Portugal se apurara, sabiam que do outro lado individualidades como Ronaldo e Quaresma podiam resolver. Numa partida muito cautelosa de ambas as partes, foi só nos últimos minutos do prolongamento que Portugal conseguiu a sua primeira vitória. Renato Sanches levou a bola desde a defesa, passando a bola para Nani, que serviu Ronaldo já em cima da baliza. A defesa de Subasic fez a bola sobrar para Quaresma, que cabeceou para o fundo das redes já no final do prolongamento.

### Croácia vs Portugal
| 25 de junho | Croácia | 0 – 1 (pro) | Portugal      | Stade Félix-Bollaert, Lens                           |
| 21:00       |         | Relatório   | Quaresma 117' | Público: 33 523 Árbitro: ESP Carlos Velasco Carballo |

| Cores do Time · Cores do Time · Cores do Time · Cores do Time · Cores do Time | Croácia | Portugal | Cores do Time · Cores do Time · Cores do Time · Cores do Time · Cores do Time |

| CROÁCIA:       |    |                  |  |      |
|                |    |                  |  |      |
| G              | 23 | Danijel Subašić  |  |      |
| LD             | 11 | Darijo Srna      |  |      |
| Z              | 5  | Vedran Ćorluka   |  | 120' |
| Z              | 21 | Domagoj Vida     |  |      |
| LE             | 3  | Ivan Strinić     |  |      |
| M              | 10 | Luka Modrić      |  |      |
| M              | 19 | Milan Badelj     |  |      |
| M              | 14 | Marcelo Brozović |  |      |
| M              | 7  | Ivan Rakitić     |  | 110' |
| M              | 4  | Ivan Perišić     |  |      |
| A              | 17 | Mario Mandžukić  |  | 88'  |
| Substituições: |    |                  |  |      |
| A              | 16 | Nikola Kalinić   |  | 88'  |
| A              | 20 | Marko Pjaca      |  | 110' |
| A              | 9  | Andrej Kramarić  |  | 120' |
| Treinador:     |    |                  |  |      |
| Ante Čačić     |    |                  |  |      |

| PORTUGAL:       |    |                   |     |      |
|                 |    |                   |     |      |
| G               | 1  | Rui Patrício      |     |      |
| LD              | 21 | Cédric            |     |      |
| Z               | 3  | Pepe              |     |      |
| Z               | 4  | José Fonte        |     |      |
| LE              | 5  | Raphaël Guerreiro |     |      |
| M               | 10 | João Mário        |     | 87'  |
| M               | 23 | Adrien Silva      |     | 108' |
| M               | 14 | William Carvalho  | 78' |      |
| M               | 15 | André Gomes       |     | 50'  |
| A               | 17 | Nani              |     |      |
| A               | 7  | Cristiano Ronaldo |     |      |
| Substituições:  |    |                   |     |      |
| M               | 16 | Renato Sanches    |     | 50'  |
| A               | 20 | Ricardo Quaresma  |     | 87'  |
| M               | 13 | Danilo Pereira    |     | 108' |
| Treinador:      |    |                   |     |      |
| Fernando Santos |    |                   |     |      |

Homem do jogo:

 Renato Sanches

## Quartos de final
Considerada por muitos a melhor exibição da equipa portuguesa neste Euro 2016, o jogo começou com um golo de Lewandoski aos dois minutos. Renato Sanches empatou aos 32 minutos depois de uma combinação primorosa com Nani. Até ao fim do prolongamento, o resultado manteve-se inalterado, levando a decisão da partida para a lotaria dos penaltys. Cristiano Ronaldo, Renato Sanches, João Moutinho, Nani e Ricardo Quaresma marcaram. Rui Patrício acabou por ser o herói da partida ao fazer uma grande defesa ao remate batido por Jakub Błaszczykowski.

### Polônia vs Portugal
| 30 de junho | Polónia        | 1 – 1 (pro) | Portugal           | Stade Vélodrome, Marselha                |
| 21:00       | Lewandowski 2' | Relatório   | Renato Sanches 33' | Público: 62 940 Árbitro: GER Felix Brych |

|                                       |       | Penalidades                                   |  |
| Lewandowski Milik Glik Błaszczykowski | 3 – 5 | Ronaldo Renato Sanches Moutinho Nani Quaresma |  |

| Cores do Time · Cores do Time · Cores do Time · Cores do Time · Cores do Time | Polônia | Portugal | Cores do Time · Cores do Time · Cores do Time · Cores do Time · Cores do Time |

| POLÔNIA:       |    |                      |     |     |
|                |    |                      |     |     |
| G              | 22 | Łukasz Fabiański     |     |     |
| LD             | 20 | Lukasz Piszczek      |     |     |
| Z              | 15 | Kamil Glik           | 66' |     |
| Z              | 2  | Michał Pazdan        |     |     |
| LE             | 3  | Artur Jędrzejczyk    | 42' |     |
| M              | 10 | Grzegorz Krychowiak  |     |     |
| M              | 5  | Krzysztof Mączyński  |     | 98' |
| M              | 16 | Jakub Błaszczykowski |     |     |
| A              | 11 | Kamil Grosicki       |     | 82' |
| A              | 7  | Arkadiusz Milik      |     |     |
| A              | 9  | Robert Lewandowski   |     |     |
| Substituições: |    |                      |     |     |
| M              | 21 | Bartosz Kapustka     |     | 82' |
| M              | 6  | Tomasz Jodłowiec     |     | 98' |
| Treinador:     |    |                      |     |     |
| Adam Nawałka   |    |                      |     |     |

| PORTUGAL:       |    |                   |       |     |
|                 |    |                   |       |     |
| G               | 1  | Rui Patrício      |       |     |
| LD              | 21 | Cédric            |       |     |
| Z               | 3  | Pepe              |       |     |
| Z               | 4  | José Fonte        |       |     |
| LE              | 19 | Eliseu            |       |     |
| M               | 14 | William Carvalho  | 90+2' | 96' |
| M               | 10 | João Mário        |       | 80' |
| M               | 16 | Renato Sanches    |       |     |
| M               | 23 | Adrien Silva      | 65'   | 73' |
| A               | 17 | Nani              |       |     |
| A               | 7  | Cristiano Ronaldo |       |     |
| Substituições:  |    |                   |       |     |
| M               | 8  | João Moutinho     |       | 73' |
| A               | 20 | Ricardo Quaresma  |       | 80' |
| M               | 13 | Danilo Pereira    |       | 96' |
| Treinador:      |    |                   |       |     |
| Fernando Santos |    |                   |       |     |

Homem do jogo:

 Renato Sanches

## Semifinal
Pela segunda vez (após a final perdida em 2004), Portugal apurou-se para a final de um Europeu de futebol. Após uma primeira parte dividida, Ronaldo abriu caminho para a final logo no início do segundo tempo. O capitão da equipa das quinas desviou de cabeça, para o fundo das redes de Hennessey, em resposta a um pontapé de canto batido por João Mário (50'). Três minutos depois, Nani desviou à boca da baliza um remate de CR7, fazendo o 2-0.

### Portugal vs País de Gales
| 6 de julho | Portugal               | 2 – 0     | País de Gales | Parc Olympique Lyonnais, Lyon               |
| 21:00      | Ronaldo 50' · Nani 53' | Relatório |               | Público: 55 679 Árbitro: SWE Jonas Eriksson |

| Cores do Time · Cores do Time · Cores do Time · Cores do Time · Cores do Time | Portugal | País de Gales | Cores do Time · Cores do Time · Cores do Time · Cores do Time · Cores do Time |

| PORTUGAL:       |    |                   |     |     |
|                 |    |                   |     |     |
| G               | 1  | Rui Patrício      |     |     |
| LD              | 21 | Cédric            |     |     |
| Z               | 2  | Bruno Alves       | 71' |     |
| Z               | 4  | José Fonte        |     |     |
| LE              | 5  | Raphaël Guerreiro |     |     |
| V               | 13 | Danilo Pereira    |     |     |
| M               | 10 | João Mário        |     |     |
| M               | 23 | Adrien Silva      |     | 79' |
| M               | 16 | Renato Sanches    |     | 74' |
| A               | 17 | Nani              |     | 86' |
| A               | 7  | Cristiano Ronaldo | 72' |     |
| Substituições:  |    |                   |     |     |
| M               | 15 | André Gomes       |     | 74' |
| M               | 8  | João Moutinho     |     | 79' |
| A               | 20 | Ricardo Quaresma  |     | 86' |
| Treinador:      |    |                   |     |     |
| Fernando Santos |    |                   |     |     |

| PAÍS DE GALES: |    |                 |     |     |
|                |    |                 |     |     |
| G              | 1  | Wayne Hennessey |     |     |
| Z              | 5  | James Chester   | 62' |     |
| Z              | 19 | James Collins   |     | 66' |
| Z              | 6  | Ashley Williams |     |     |
| AD             | 2  | Chris Gunter    |     |     |
| AE             | 3  | Neil Taylor     |     |     |
| V              | 16 | Joe Ledley      |     | 58' |
| M              | 7  | Joe Allen       | 8'  |     |
| M              | 8  | Andy King       |     |     |
| A              | 9  | Hal Robson-Kanu |     | 63' |
| A              | 11 | Gareth Bale     | 88' |     |
| Substituições: |    |                 |     |     |
| A              | 18 | Sam Vokes       |     | 58' |
| A              | 23 | Simon Church    |     | 63' |
| M              | 20 | Jonny Williams  |     | 66' |
| Treinador:     |    |                 |     |     |
| Chris Coleman  |    |                 |     |     |

Homem do jogo:

 Cristiano Ronaldo 

## Final
Portugal venceu a final do europeu de forma emocionante, por 1-0, graças a um golo do ponta-de-lança Eder no prolongamento, dando o primeiro título de selecções seniores ao país. Uma exibição personalizada e sem a sua grande estrela, Cristiano Ronaldo, durante grande parte do tempo, obrigado a sair por lesão aos 25 minutos após uma falta muito dura de Payet. 

### Portugal vs França
| 10 de julho | Portugal  | 1 – 0 (pro) | França | Stade de France, Saint-Denis                  |
| 21:00       | Éder 109' | Relatório   |        | Público: 75 868 Árbitro: ENG Mark Clattenburg |

| Cores do Time · Cores do Time · Cores do Time · Cores do Time · Cores do Time | Portugal | França | Cores do Time · Cores do Time · Cores do Time · Cores do Time · Cores do Time |

| PORTUGAL:       |    |                   |        |     |
|                 |    |                   |        |     |
| G               | 1  | Rui Patrício      | 120+3' |     |
| LD              | 21 | Cédric            | 34'    |     |
| Z               | 3  | Pepe              |        |     |
| Z               | 4  | José Fonte        | 119'   |     |
| LE              | 5  | Raphaël Guerreiro | 95'    |     |
| M               | 14 | William Carvalho  | 98'    |     |
| M               | 16 | Renato Sanches    |        | 79' |
| M               | 23 | Adrien Silva      |        | 66' |
| M               | 10 | João Mário        | 62'    |     |
| A               | 17 | Nani              |        |     |
| A               | 7  | Cristiano Ronaldo |        | 25' |
| Substituições:  |    |                   |        |     |
| A               | 20 | Ricardo Quaresma  |        | 25' |
| M               | 8  | João Moutinho     |        | 66' |
| A               | 9  | Éder              |        | 79' |
| Treinador:      |    |                   |        |     |
| Fernando Santos |    |                   |        |     |

| FRANÇA:          |    |                     |      |      |
|                  |    |                     |      |      |
| G                | 1  | Hugo Lloris         |      |      |
| LD               | 19 | Bacary Sagna        |      |      |
| Z                | 21 | Laurent Koscielny   | 107' |      |
| Z                | 22 | Samuel Umtiti       | 80'  |      |
| LE               | 3  | Patrice Evra        |      |      |
| M                | 18 | Moussa Sissoko      |      | 110' |
| M                | 15 | Paul Pogba          | 115' |      |
| M                | 14 | Blaise Matuidi      | 97'  |      |
| M                | 8  | Dimitri Payet       |      | 58'  |
| A                | 7  | Antoine Griezmann   |      |      |
| A                | 9  | Olivier Giroud      |      | 78'  |
| Substituições:   |    |                     |      |      |
| M                | 20 | Kingsley Coman      |      | 58'  |
| A                | 10 | André-Pierre Gignac |      | 78'  |
| A                | 11 | Anthony Martial     |      | 110' |
| Treinador:       |    |                     |      |      |
| Didier Deschamps |    |                     |      |      |

Homem do jogo:

 Pepe 
| Campeonato Europeu de Futebol de 2016 |
| Portugal                              |
| ------------------------------------- |
| Portugal Campeão (1° título)          |